# 郤姓
郤姓（「郤」，中古擬音：khiek，切，通「隙」）是中文姓氏之一，在《百家姓》中排第305位。
《說文·邑部》：「郤，晉大夫叔虎邑也。从邑，𧮫聲。」左側是「𧮫」，南京官话：，中古擬音：giak，切，非山谷之「谷」。《說文·𧮫部》：「𧮫，口上阿也。从口，上象其理。」或訛作「𠫤」而有郄字，亦作姓氏。因形體相似，又容易被錯寫成卻（què）字。

## 起源
出自姬姓，以封地为姓。据《说文解字》《古今姓氏书辨证》《正字通》载，春秋时晋国大夫叔虎受封于郤（今山西泌水下游一带），称郤献子（一作郄献子），其后代便有以“郤”为姓者。

## 郡望
- 济阳郡：晋惠帝置，今河南兰考县一带。
- 济阴郡：汉时置，今山东定陶县一带。
- 山阳郡：汉时置，今山东金乡县西北。